# Selb
Selb város Németországban, azon belül Bajorországban. Lakosainak száma 14 727 fő (2023. december 31.). Selb Aš, Libá és Hazlov községekkel határos.

## Városrészei
A 45 rész:
| - Bärenhaus - Blumenthal - Buchwald - Dürrewiesen - Dürrloh - Erbhaus - Erkersreuth - Fußhaus - Hafendeck - Hammergut - Häusellohe | - Heidelheim - Heuloh - Holzhäuser - Längenau - Laubbüh - Lauterbach - Leupoldshammer - Linden - Ludwigsmühle - Mittelweißenbach - Mühlbach | - Neuenbrand - Neuhof - Obersteinmühle - Oberweißenbach - Papiermühle - Plößberg - Prexhäuser - Reuth - Rohrlohmühle - Schatzbach - Selb | - Selb-Plößberg - Selber Vorwerk - Silberbach - Sommermühle - Spielberg - Steinselb - Stopfersfurth - Untersteinmühle - Unterweißenbach - Vielitz - Wellerthal - Wildenau |

## Története
I. Frigyes brandenburgi választófejedelem emelte a települést város rangjára (Wunsiedler Stadtrecht) 1426-ban.
1810. június 30-an Selb a Bajor Királysághoz került.
1857-ben alapította meg az első porcelángyárat.

## Képek

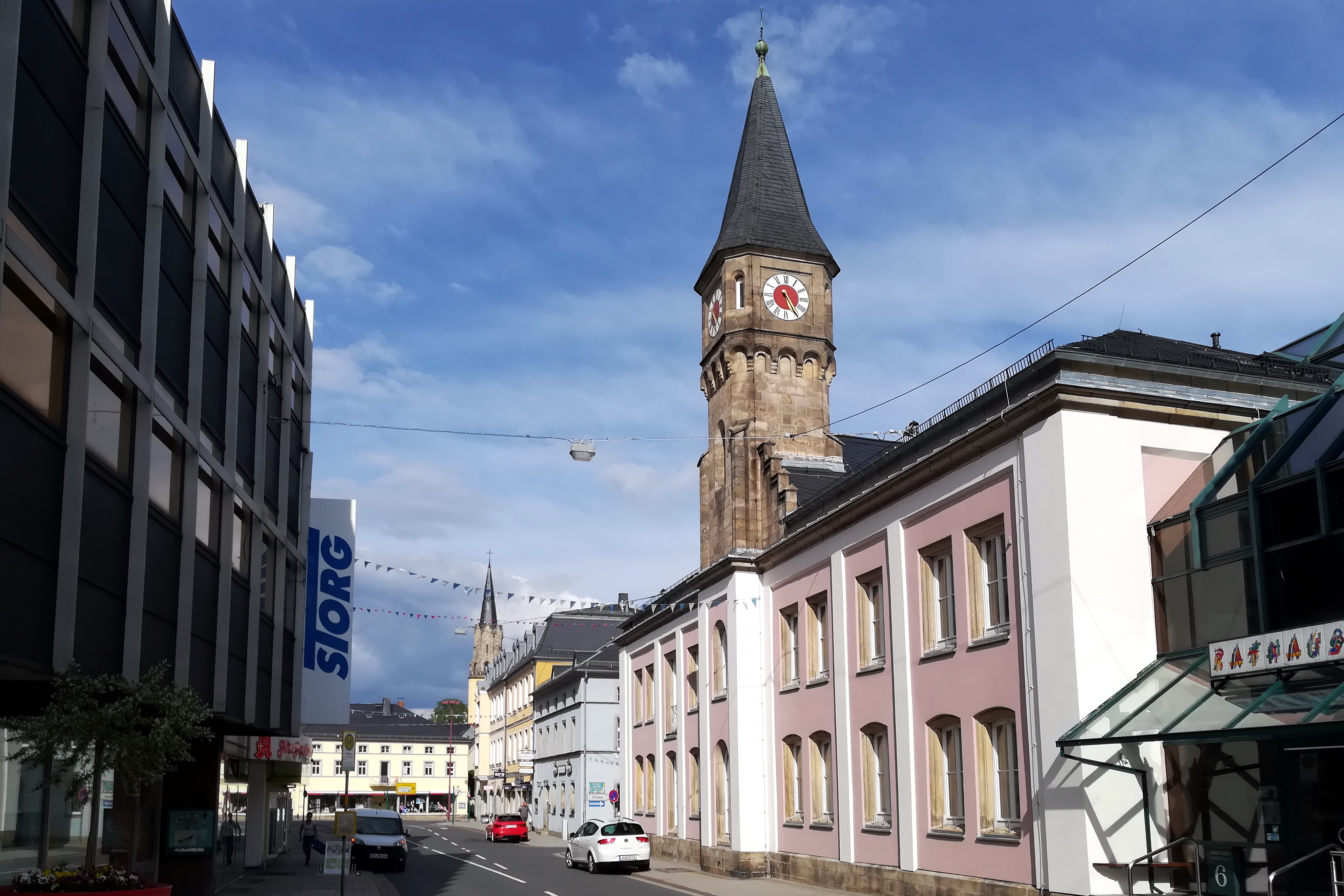
A tanácsház
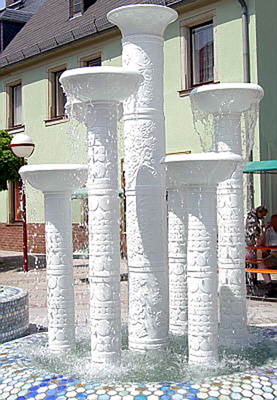
A porcelánkút
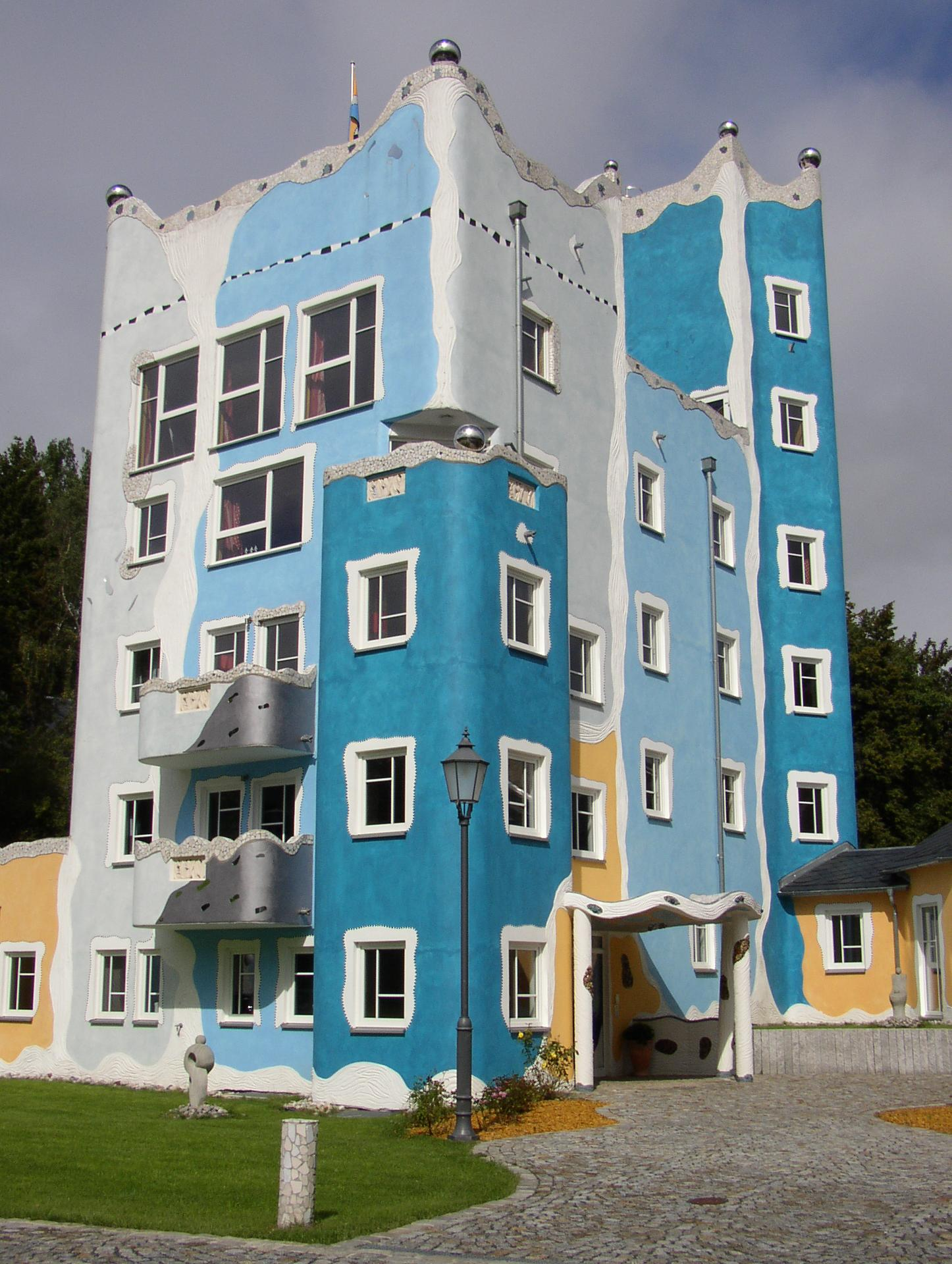

## Népesség
A település népessége az elmúlt években az alábbi módon változott:
| Lakosok száma | 4248 | 18 802 | 16 723 | 15 894 | 15 160 | 15 006 | 14 928 | 15 111 | 14 609 | 14 727 |
|               | 1875 | 1950   | 1975   | 2010   | 2012   | 2013   | 2015   | 2017   | 2021   | 2023   |